# Ozren Bonačić
Ozren Bonačić (né le 5 janvier 1942 à Zagreb) est un joueur de water-polo yougoslave (croate), médaillé d'argent en 1964 à Tokyo et champion olympique en 1968 à Mexico.